# Gladstone (Île-du-Prince-Édouard)
Gladstone est une communauté dans le comté de Kings de l'Île-du-Prince-Édouard, Canada, au nord-ouest de Murray Harbour.